# LIBERTY (Salyuの曲)
「LIBERTY」（リバティ）は、2007年10月7日にトイズファクトリーから発売されたSalyuの9枚目のシングル。

## 概要
Salyu名義では初のセルフ・プロデュース作品。

## 収録曲
1. LIBERTY（4:50）
作詞 - Salyu / 作曲 - 国府達矢
2. SWEET PAIN（4:03）
作詞 - Salyu / 作曲 - 渡辺善太郎

## 収録アルバム
- 『MAIDEN VOYAGE』 #10（SWEET PAIN）、#13（LIBERTY）